# 长兴站 (京畿道)
長興站（：／ Jangheung yeok */?）是位于韩国京畿道杨州市长兴面日迎里的铁路车站，属于首尔郊外线。

## 历史
- 1965年7月21日 - 落成使用[1]。

## 车站周边
- 長興國民觀光團地

## 相鄰車站
韓國鐵道公社
首爾郊外線
日迎－長興－溫陵